# Јакоб ван Ројсдал
Јакоб ван Ројсдал (хол. Jacob van Ruisdael; Харлем, 1628/1629—Амстердам, 1682) је био холандски сликар. Углавном је сликао пејзаже. Образовао се највероватније код свог оца Исака ван Ројсдала који је био сликар, урамљивач у трговац уметнинама, и/или код свог стрица Соломона Ван Ројсдала. Био је члан Лукине гилде у Харлему. Најчешћа тема његових дела били су широки пејзажи, углавном без људи приказани као да се посматрају са неке високе тачке. Његово пејзажно сликарство имало је утицаја на пејзажно сликарство романтизма.